# Terres noires
Pour les articles homonymes, voir Terre noire.

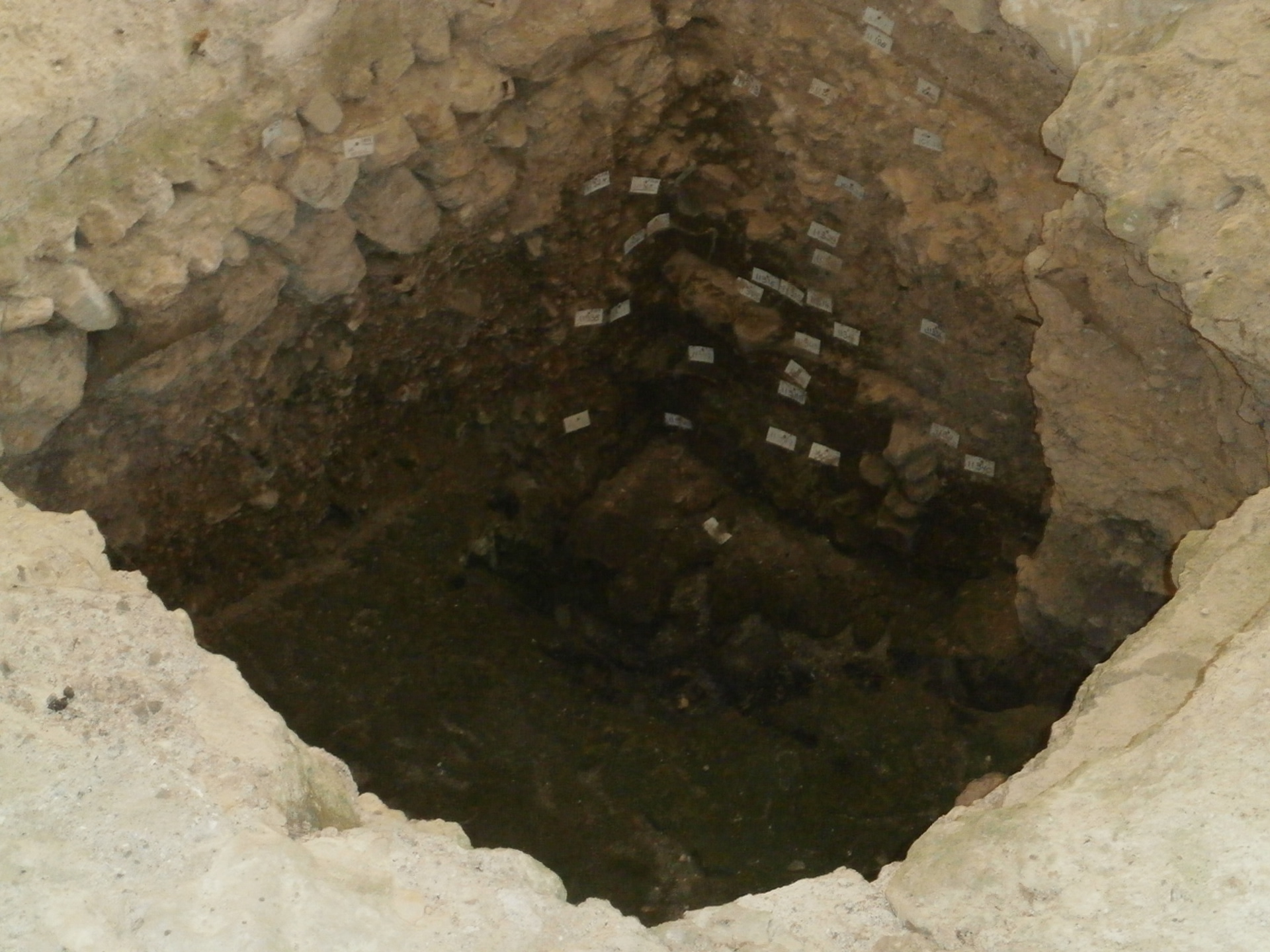
Terres noires au fond d'une fosse archéologique.
Ancienne abbaye de Marmoutier, Tours.

Les terres noires, terme d'archéologie usité depuis les années 1980, désignent d’épaisses couches sombres (généralement d'une épaisseur variant de 0,6 m à 2 m), d’apparence homogène, qui constituent l’essentiel de la documentation archéologique des villes du haut Moyen Âge. Elles s’intercalent entre les stratifications antiques (avant le IVe siècle) et médiévales (après le XIe siècle). Caractéristiques géoarchéologiques de nombreuses zones urbanisées dans l'Europe nord-occidentale de la fin de l'époque tardo-antique, les terres noires ont une origine complexe. Longtemps interprétées comme le témoignage d'une remise en culture des sols et de l'abandon des villes correspondant à l'image d'un Moyen Âge sombre toujours prépondérante dans l'imaginaire collectif, la recherche actuelle montre la grande diversité de leurs modes de formations liées à la sédimentation urbaine.

## Une large répartition spatiale
Les terres noires se rencontrant dans de nombreux pays d'Europe.
En Angleterre, les terres noires recouvrent les vestiges romains, surtout en zone urbaine, notamment à Londres.
Les fouilles réalisées en Belgique, dans la région de Bruxelles-Capitale et dans la ville d'Anvers mettent fréquemment au jour des strates de terres noires.
En Suède, une superficie de terres noires de 40 ha a été découverte à Uppåkra (en Suède méridionale, anciennement Danemark), où une implantation humaine puis une ville existent pendant tout le premier millénaire avant que la ville ne soit déplacée à Lund. Sept hectares de terres noires ont été mis au jour dans la ville viking de Björkö (aujourd'hui appelée Birka), dans le centre de la Suède, près de Stockholm. Des terres noires ont également été rencontrées à Köpingsvik, dans l'île de Öland près de la côte est de la Suède méridionale.
En France, elles ont été mises au jour à Bavay et à Corseul, à Noyon, à Tours sur plusieurs sites ainsi qu'à Paris sur deux sites, pour ne citer que ces exemples parmi d'autres.

## Une concordance historique et un faciès uniforme
La strate sous-jacente est souvent datée entre le IIe siècle et le Ve siècle, et la couche supérieure, comme dans la Cité de Londres par exemple, du IXe siècle.
Les terres noires montrent peu de signes de structuration sédimentaire, et a fortiori de sous-horizons distincts ; la prospection géophysique, appliquée à un chantier de fouilles de terres noires du boulevard Saint-Michel à Paris (1994-1997), a toutefois mis en évidence l'existence d'une stratification discrète, indiscernable à l'œil nu. Sur tous les sites observés, la strate est riche en matières organiques, y compris du charbon de bois qui lui donne sa couleur foncée caractéristique ; elle contient également des fragments de briques et de tuiles. Son épaisseur varie de 0,6 m (Londres) à 2 m (Noyon). Elle peut caractériser des terrains en périphérie des centres urbains, ou ces centres urbains eux-mêmes, mais avec une surprenante homogénéité de présentation.

## Une interprétation en évolution constante
Les premières publications sur ce sujet n'apportaient pas d'explication à un phénomène qu'elles se contentaient de décrire, faute de méthodes de terrain adaptées pour le comprendre. Vinrent ensuite les premières tentatives d'analyse ; à Londres, les terres noires ont tout d'abord été considérées comme une preuve du déclin de la population de Londinium ou de son déplacement partiel hors des murs de la ville. « On pensait qu'après la chute de l'empire romain, les villes s'étaient transformées en jardins. Voilà comment les terres noires étaient interprétées jusqu'il y a environ cinq ans. (...) Dans les fouilles romaines on trouvait des poteries, des édifices maçonnés et des colonnes. » Le tout était inclus dans une couche de sol foncé, riche en humus et l'ensemble appelé terres noires.
Après des découvertes récentes, vers 2004, les archéologues ont modifié leur opinion sur les terres noires. Tout d'abord, ils font valoir pour cela que l'étude des cimetières de la fin de l'Empire romain autour de Londres ne montre pas de déclin de la population par rapport aux périodes antérieures. Les archéologues pensent plutôt maintenant que cette couche a été formée par le retour à des matériaux de construction naturels et putrescibles en remplacement de la pierre, ainsi que par la dégradation de la situation sanitaire dans les villes tardo-antiques et la désorganisation du système d'enlèvement des ordures,. « Les maisons étaient construites en bois, couvertes en chaume, les déchets n'étaient pas évacués et on s'est contenté de sortir les cendres et le charbon de bois des foyers dans la rue où tout a été compacté. »
Certains archéologues entrevoient une nouvelle manière d'envisager la stratigraphie urbaine, les terres noires résultant de bois imprégnés de fumée de chaume, de mauvaises herbes décomposées et de sols remaniés par l'action de la microfaune. Des idées plus récentes au sujet d'une « stratigraphie revisitée » reposent sur les théories selon lesquelles les sols des secteurs abandonnés auraient été ensuite remaniés par l'action agricole, comme le labour qui aurait bouleversé l'ordonnancement des horizons stratigraphiques. Ce processus de formation expliquerait à la fois le caractère homogène des terres noires dans les différents sites rencontrés, comme la répartition spatiale liée au climat. Si cette théorie devait se confirmer, la formation des terres noires se rapprocherait pédologiquement, mais dans un contexte totalement différent, de celle de la terra preta précolombienne en Amazonie.
Les terres noires constitueraient alors le témoignage, non plus d'un abandon des zones habitées et de leur retour à une évolution naturelle, mais au contraire du maintien de la présence humaine, selon un mode de vie renouvelé.
Les terres noires étaient appelées Black Earth par les archéologues à Londres. En raison de la confusion possible avec le tchernoziom (sols de terre noire en Russie), elles furent rebaptisées Dark Earth (terre sombre).